# Pan Vision
PAN Vision AB eller PAN Vision Group är en nordisk förläggare och distributör av interaktiv underhållning (datorspel, mjukvara etc.).
Företaget bildades hösten 2001 genom att Kooperativa Förbundet slog ihop ett antal företag inom datorspel och distribution som man köpt upp. I det sammanslagna bolaget uppgick bland annat verksamhet som tidigare bedrivits inom Pan Interactive/Norstedts Rabén Multimedia, Vision Park, IQ Media, Young Genius och Levande Böcker. Företaget var fram till 2011 även distributör av hemvideo.
Företaget omsatte 2016 cirka 229 miljoner kronor och hade 4 anställda. 

## Historik

### Bakgrund
Kooperativa förbundet hade varit inblandat i spel- och multimedieutgivning på CD-ROM sedan Rabén & Sjögren började sin utgivning på CD-ROM under 1995, vilket givit upphov Rabén Multimedia året därpå. Genom köpet av Norstedts förlag under 1997 hade man tagit över ytterligare multimedieutgivning. Förlagens multimedieverksamheter slogs ihop och knoppades 1999 av som ett separat bolag under KF Media, Pan Interactive.
KF hade hösten 1998 också köpt en större minoritetspost i Independent Media Group (IMG) som ägde konkurrerande datorspelsförlaget Young Genius. IMG gick år 2000 ihop med Vision Park, en spelutvecklare som med tiden också blivit en distributör.

### Uppköp 2001
I augusti 2000 meddelades det att Pan Interactive skulle slås ihop med speldistributören IQ Media som ägdes av Enlight Interactive (företaget bakom Levande Böcker). Det sammanslagna bolaget ägdes till 78 procent av Enlight och 22 procent av KF. Det sammanslagna namn rapporterades initialt bli IQ Pan Interactive, med kortades senare till Pan Interactive.
Den 15 maj 2001 meddelades det dock att KF skulle ta över resten av Pan Interactive och hela ägandet i Levande Böcker.
Den 3 september 2001 gick KF ut med erbjudande om att också köpa spelutvecklaren och -distributören Vision Park. Under hösten 2001 slogs de tre bolagen ihop och bildade Pan Vision.

### Pan Vision under KF
Det sammanslagna Pan Vision hade över 200 anställda och utöver speldistribution även spelutveckling och hemvideodistribution. Ett omfattande besparingsprogram sattes igång som minskade antalet anställda till hälften. I synnerhet från Vision Park hade man fått omfattande verksamhet för spelutveckling. I maj 2002 meddelade KF Media att all spelproduktion utom den i Stockholm skulle upphöra. Studion i Göteborg lades ner och den i Oslo såldes till ledningen. Tanken var att Pan Visions inblandning i huvudsak skulle vara begränsat till att distribuera och förlägga spel.
Under 2004 förvärvades BJ Electronics i Norge och Toptronics Oy, med verksamhet i Finland, Sverige och Danmark.
I september 2011 såldes filmverksamheten i Pan Vision till Scanbox Entertainment. Så småningom slutade Pan Vision även förlägga spel. Sista spelet att förläggas av Pan Vision var Pippi Långstrump 3D för Nintendo 3DS. Därefter var PAN Vision en renodlad distributör inom dataspelsbranschen.

### KF säljer
När KF sålde Norstedts Förlagsgrupp år 2016 stod det klart att även Pan Vision var ute för försäljning. Pan Vision avyttrades till dess ledning i augusti 2017.

## Spel utgivna av PAN Vision
- Här kommer Pippi Långstrump (2002)
- Istiden (2002)
- Dieselråttor & sjömansmöss: Jakten på Solkatten[14] (2002)
- Backpacker 3 (2003)
- Håkan Bråkan[15] (2003)
- Allrams Höjdarspel[16] (2004)
- Stallets hemlighet (2005)
- En decemberdröm[17] (2005)
- HC Andersens äventyrliga värld (2006)
- LasseMajas Detektivbyrå (2006)
- Fem myror är fler än fyra elefanter, samlingsbox (2007)
- Häst & Ponny: Ridskolan (2007)
- En riktig jul (2007)
- Ride (2008)
- Skägget i brevlådan (2008)
- Häst & Ponny: Ridlägret (2009)
- Angel Cat Sugar och Stormkungen (2009)
- Miffys värld (2010)
- Flåklypa Grand Prix (2010)
- Knerten (2010)
- World in War (2010)
- Pirates vs Ninjas vs Zombies vs Pandas (2010)
- Mariachi Hero (2011)
- Kitty's Tattoo (2011)
- Piclings (2011)
- Kapten Sabeltand (2011)
- Ionocraft Racing (2011)
- Pigs in Trees (2011)
- Seaport (2011)
- Max and the Magic Marker: Gold Edition (2011)
- Vinter i Blåfjell (2011)